# Venus as a Boy
Venus as a Boy – drugi singel Björk z albumu Debut wydany w sierpniu 1993.
B-side singla zawiera "Stígðu Mig" - utwór pierwotnie nagrany przez The Elgar Sisters (grupa, którą Björk stworzyła w latach 80.) oraz cover "I'll Remember You".
Utwór "Venus as a Boy" osiągnął 29. miejsce w Wielkiej Brytanii.

## Teledysk
W teledysku do utworu, wyreżyserowanym przez Sophie Muller, Björk gotuje jajka w kuchni. Później podnosi jaszczurkę, a także jest otoczona przez iskry.
Piosenka pojawiła się w filmie Leon zawodowiec w scenach ukazujących milczenie dwóch głównych postaci.

## Lista utworów (Wielka Brytania)

### CD 1
Czas trwania 17:21

### CD 2
Czas trwania 14:17

### CD Maxi-Single
Czas trwania 30:18

## Wersje
- 7" Dream Mix (Mick Hucknall)
- Album Version
- Anglo American Extension (Mick Hucknall)
- Edit
- Harpsichord Version
- Mykaell Riley Mix

Cover "Venus as a Boy" został wydany przez Corinne Bailey Rae razem ze starszą wersją zespołu Sneaker Pimps.
Utwór "Venus As a Boy" został wykonany przez Joo Krausa i umieszczony m.in. w albumie Jazz Longue z 2006 roku.